# Feuerwehr in Bulgarien

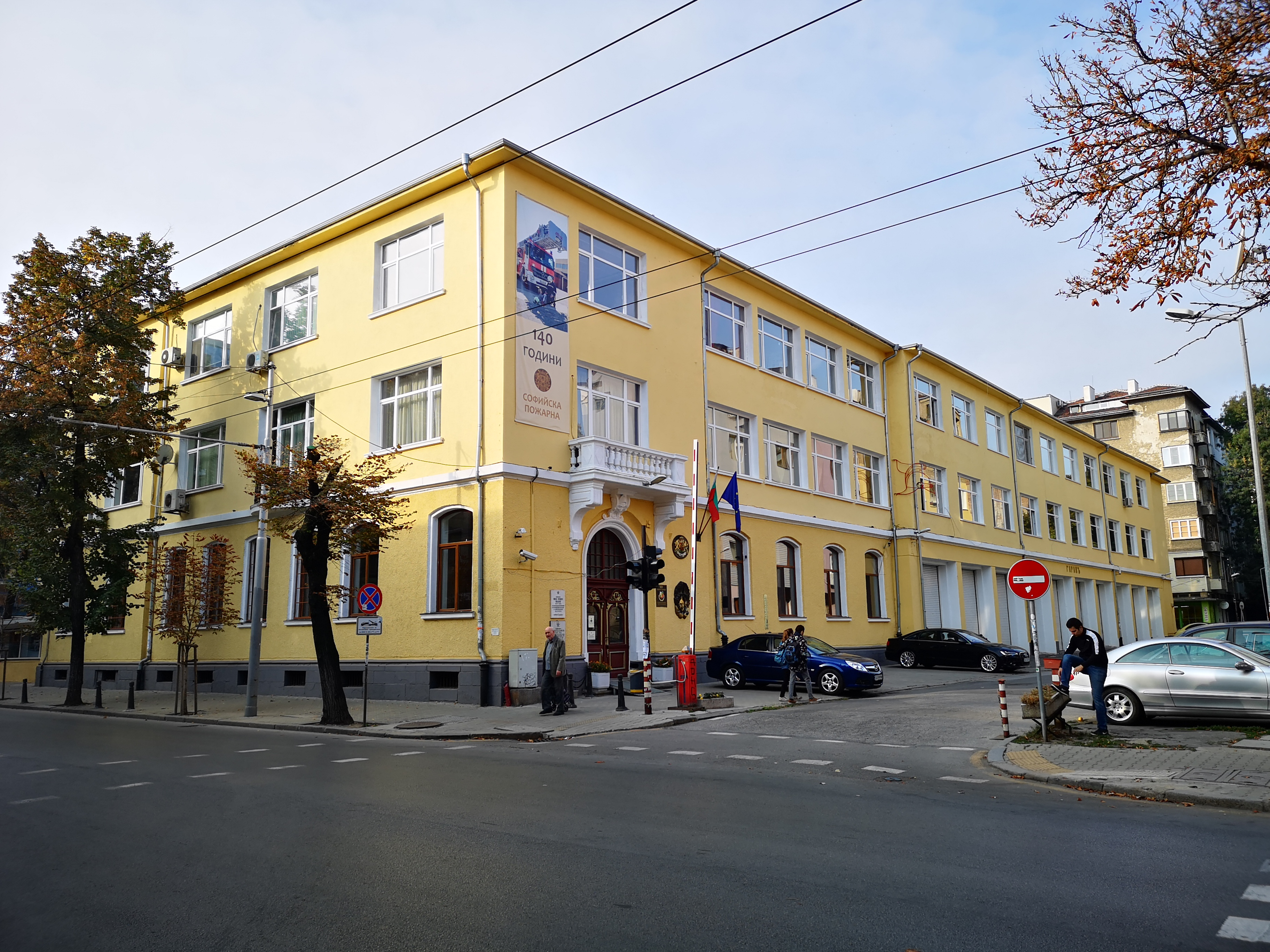
Feuerwache in Sofia

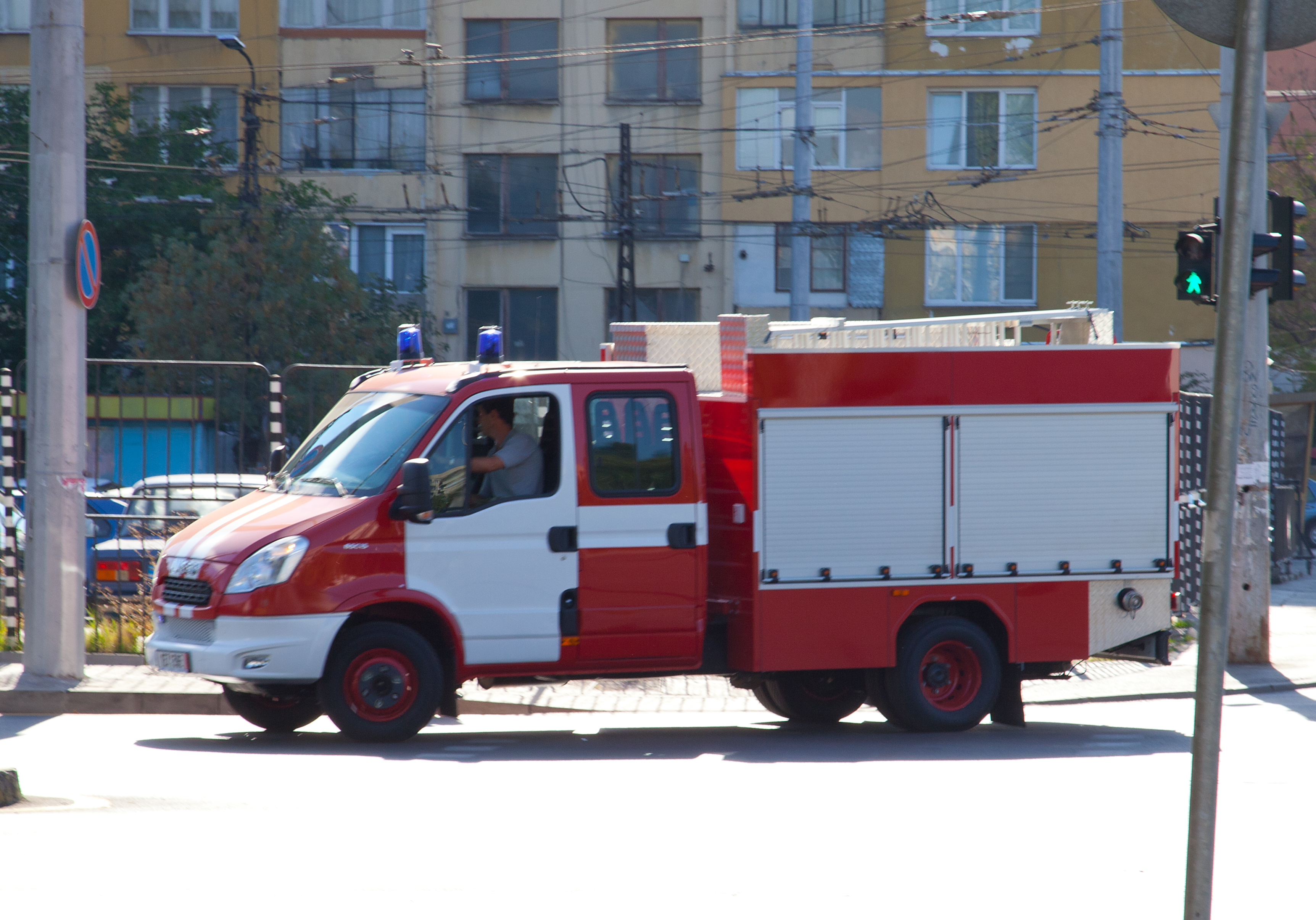
Feuerwehrfahrzeug in Sofia

Die Feuerwehr in Bulgarien (bulgarisch Противопожарна служба Protiwoposcharna sluschba) besteht aus rund 6500 Berufsfeuerwehrleuten und rund 3100 freiwilligen Feuerwehrleuten. Sie ist in der Direktion bulgarisch Пожарна безопасност и защита на населението Poscharna bessopasnost i saschtita na naselenieto, deutsch ‚Brandschutz und Schutz der Bevölkerung‘ des bulgarischen Innenministerium unterstellt.

## Allgemeines
In Bulgarien bestehen 243 Feuerwachen und Feuerwehrhäuser, in denen 693 Löschfahrzeuge und 66 Drehleitern bzw. Teleskopmasten für Feuerwehreinsätze bereitstehen. Insgesamt sind 9614 Personen, davon 6476 Berufsfeuerwehrleute und 3138 freiwillige Feuerwehrleute, im Feuerwehrwesen tätig. Der Frauenanteil beträgt drei Prozent.
Die bulgarischen Feuerwehren wurden im Jahr 2019 zu 68.610 Einsätzen alarmiert, dabei waren 42.141 Brände zu löschen. Hierbei wurden 134 Tote bei Bränden von den Feuerwehren geborgen und 293 Verletzte gerettet.

## Geschichte
Nach der Neugründung Bulgariens im Jahr 1878 wurde ein umfassendes Feuermelde- und Bekämpfungssystem aufgebaut. In Sofia begann man mit dem Aufbau der ersten Feuerwehr nach den damals modernsten europäischen Standards. Da es jedoch an nötigen finanziellen Mitteln fehlte, konnten keine berufsmäßigen Feuerwehrmänner eingestellt werden. Die Stadt gab einen Erlass für die freiwillige Hilfe heraus. Jeder Händler war verpflichtet, ausgerüstete und halbwegs geschulte Leute zur Verfügung zu stellen, sobald Feueralarm gegeben wurde. Der Polizei kam die Aufgabe zu, die Einsätze zu befehligen und zu koordinieren.
Bereits im gleichen Jahr 1878 wurde auch in der Stadt Warna eine Feuerwehr gebildet – vorerst aus Freiwilligen, aber schon im Jahr darauf wurden vier Feuerwehrmänner eingestellt. In den darauffolgenden Jahren entstanden Feuerwehren in den meisten anderen Städten des Landes. Im Jahr 1880 wurden auch die Strafen festgelegt, die jenen drohten, die gegen die Sicherheitsbestimmungen verstießen. Bald wurden auch von den Gemeinden Mittel für Berufsfeuerwehren bereitgestellt. In Sofia geschah dies im Jahr 1881. Die recht gut ausgerüstete und uniformierte Abteilung zählte 30 Mann. Geleitet wurde sie zu Beginn von einem Österreicher.
Bereits im Jahr 1894 kam auch die erste feuerwehrspezifische Zeitschrift „Feuerwehrmann“ heraus. 1905 wurde in Sofia das erste landesweite Feuerwehrtreffen organisiert. Eröffnet wurde dieses Treffen am 14. September, der heute als Tag der bulgarischen Feuerwehrleute alljährlich begangen wird. Die Anforderungen bei der Ausbildung von Feuerwehrmännern wurden vereinheitlicht. Die erste staatliche Feuerwehrschule wurde im Jahr 1947 gegründet.

## Nationale Feuerwehrorganisation
Die bulgarische Feuerwehrorganisation Министерство на вътрешните работи repräsentiert die bulgarischen Feuerwehren mit ihren nahezu 10.000 Feuerwehrangehörigen im Weltfeuerwehrverband CTIF (Comité technique international de prévention et d’extinction du feu). Der Permanente Rat des Weltfeuerwehrverbandes CTIF beschloss im September 1957 die Feuerwehr Bulgariens als neues ordentliches Mitglied aufzunehmen. Darüber hinaus bestehen Verbindungen insbesondere zu europäischen Feuerwehrverbänden, wie dem Deutschen Feuerwehrverband.
Die nationale Behörde für Notfallmanagement ist die Hauptdirektion für Brand- und Katastrophenschutz im Innenministerium. Gemäß Art. 52g des Gesetzes über das Innenministerium (letzte Änderungen im Amtsblatt Nr. 88 vom 9. November 2010) heißt es „Die Hauptdirektion für Brandschutz und Katastrophenschutz ist eine nationale spezialisierte Struktur des Innenministeriums zur Gewährleistung des Brandschutzes, der Rettung und des Schutzes im Fall von Katastrophen nach den Bestimmungen dieses Gesetzes und des Katastrophenschutzgesetzes“.
Ihre Hauptaufgaben sind:
- Brandbekämpfungs- und Rettungsaktivitäten;
- Notfallrettungstätigkeiten, betrieblicher Schutz bei Überschwemmungen sowie Such- und Rettungsaktionen;
- CBRN-Schutz bei Zwischenfällen und Unfällen mit Gefahrgut und Umgang mit ökologischen Zwischenfällen;
- Staatliche Brandschutzkontrolle;
- Präventionsaktivitäten und -kontrolle;
- Frühwarnung und Alarmierung der staatlichen Exekutive und der Bevölkerung im Katastrophenfall;
- Schutz der Bevölkerung im „Kriegs-“ oder „Notstand“ gemäß den Genfer Konventionen;
- Unterstützung bei den Aktivitäten der interinstitutionellen Kommission für Wiederherstellung und Entlastung des Ministerrates;
- Methodische und fachliche Unterstützung des Katastrophenschutzes der Gebietskörperschaften;
- Operative Zusammenarbeit mit den EU- und NATO-Strukturen und anderen internationalen Organisationen bzw. Initiativen im Bereich des Brand- und Bevölkerungsschutzes, der humanitären Hilfe und der zivil-militärischen Notfallplanung.